# Tschengls

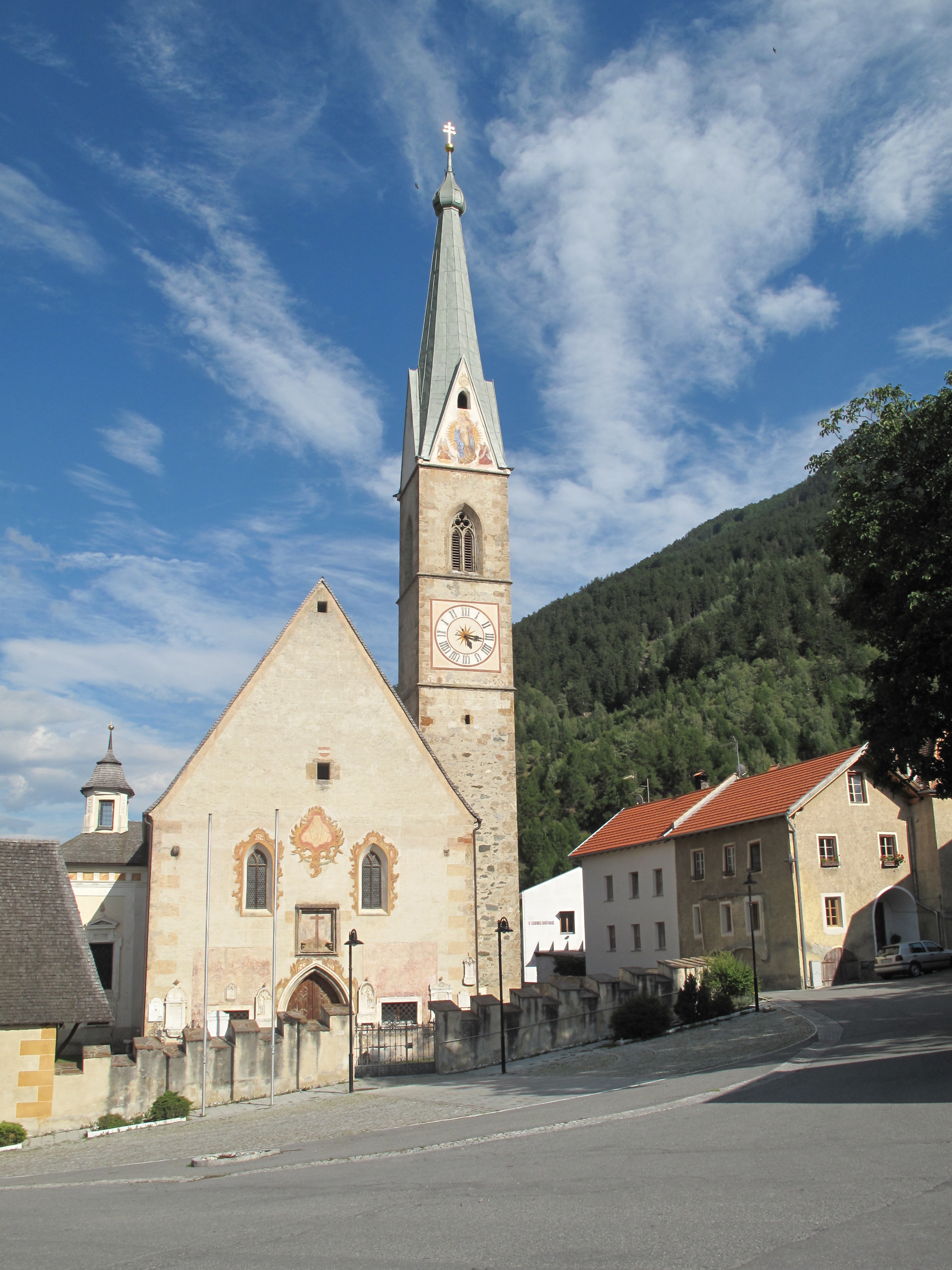
Die Pfarrkirche Mariä Geburt

Tschengls (italienisch Cengles)  ist eine Fraktion der Gemeinde Laas in Südtirol. Das bäuerlich geprägte Dorf liegt auf 950 m Höhe und zählt 500 Einwohner. Es befindet sich im Vinschgau auf der orographisch rechten, südlichen Seite des Etschtals. Der Ortskern liegt auf einem kleinen Schwemmkegel unter den Hängen des Nördersbergs, die im Nationalpark Stilfserjoch unter Schutz gestellt sind und von der Tschenglser Hochwand überragt werden. Etwas unterhalb der Ortschaft läuft die Radroute 2 „Vinschgau–Bozen“ vorbei.

## Geschichte

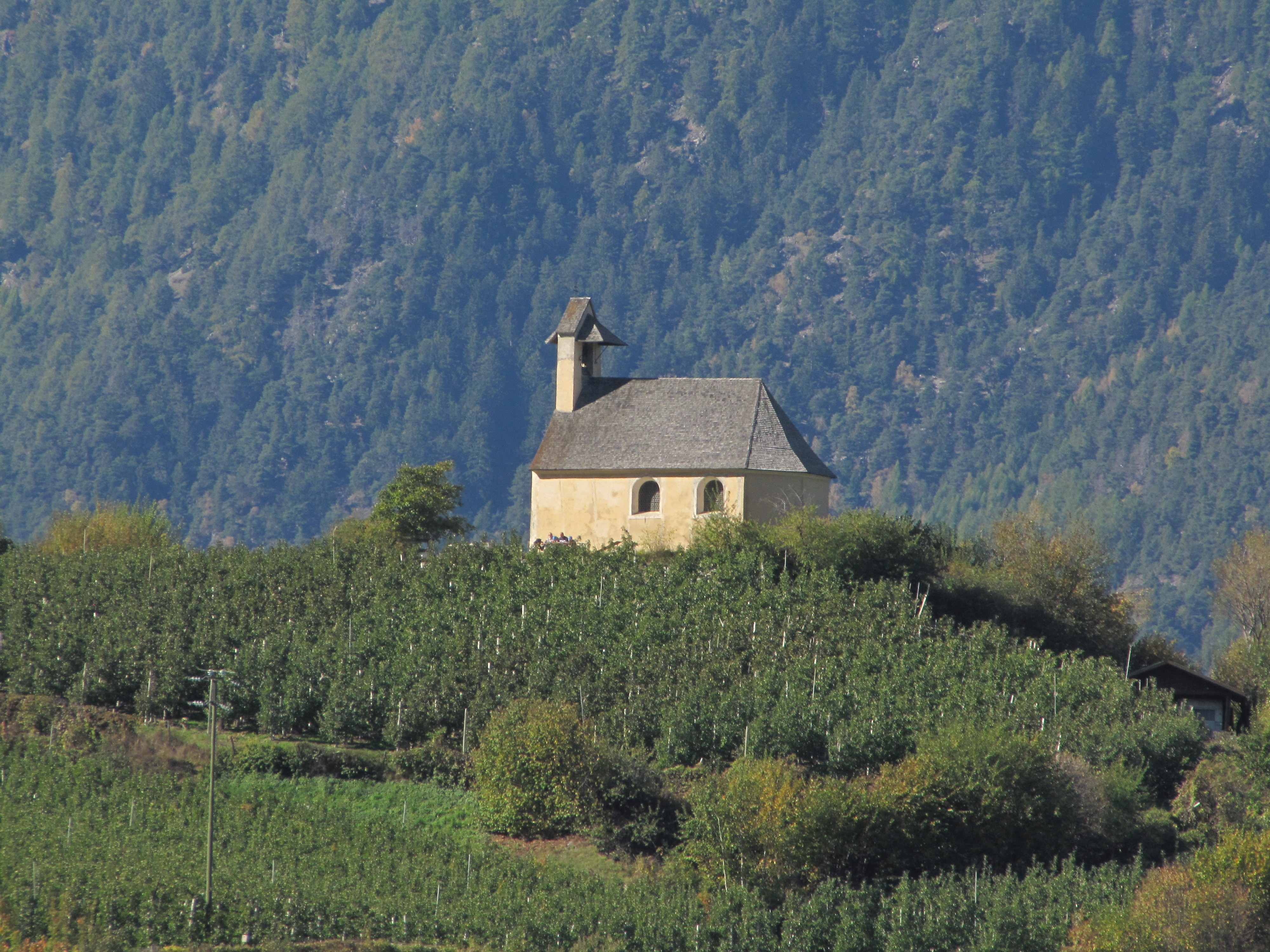
St. Ottilia

Tschengls wurde erstmals 1149 als „Sengilis“ erwähnt. Erst seit 1910 ist die Schreibweise Tschengls überliefert. Möglicherweise stammt der Name von dem lateinischen Wort Cingulum (dt. „Gürtel, Felsvorsprung“), das sich ursprünglich auf die Anhöhe der antiken Siedlung bei St. Ottilia oder den Tschenglsberg bezogen haben könnte.
Das bis dato eigenständige Tschengls wurde 1929 der Gemeinde Laas zugeschlagen.
Erwähnenswert in Tschengls sind die Pfarrkirche Mariä Geburt, welche um 1499 entstand, deren Seitenkapelle, die Kirche St. Ottilia und die zwei Burgen Tschenglsburg und Tschenglsberg.

## Bildung
In Tschengls gibt es eine Grundschule für die deutsche Sprachgruppe.